# Шта су жене, питај друже мој
Шта су жене питај друже мој је први студијски албум Сеје Калача, који је издат 1991. године за издавачку кућу ПГП РТБ на грамофонској плочи и аудио-касети.

## Списак песама
| №  | Назив                        | Трајање |  |
| 1. | Шта су жене, питај друже мој | 3:27    |  |
| 2. | Улица јоргована              | 4:56    |  |
| 3. | Празнина у души              | 4:26    |  |
| 4. | Децембар је био              | 4:00    |  |
| 5. | Опасно је то што радиш ти    | 3:39    |  |
| 6. | Због тебе се и чаша пролила  | 4:28    |  |
| 7. | Само ти си она права         | 3:31    |  |
| 8. | Нека живе моји стари         | 4:30    |  |